# Tuberolabium celebicum
Tuberolabium celebicum là một loài thực vật có hoa trong họ Lan. Loài này được (Schltr.) J.J.Wood miêu tả khoa học đầu tiên năm 1990.